# Neowithius cubanus
Neowithius cubanus är en spindeldjursart som först beskrevs av Banks 1909.  Neowithius cubanus ingår i släktet Neowithius och familjen Withiidae. Inga underarter finns listade i Catalogue of Life.